# 上田市立博物館

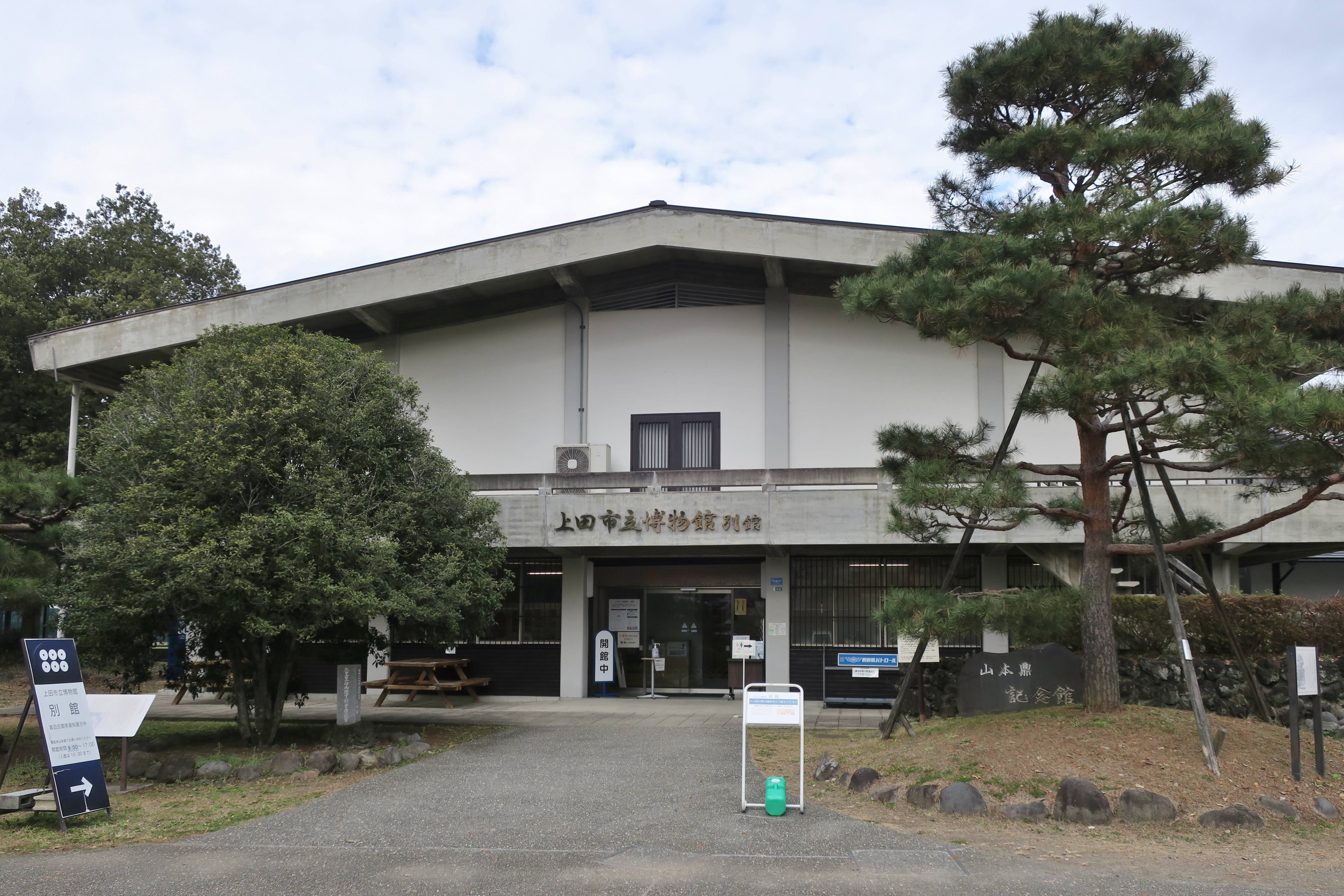
別館（旧・山本鼎記念館）

上田市立博物館（うえだしりつはくぶつかん）は上田城跡公園内にある上田市立の博物館である。

## 歴史
明治維新によって上田城が廃されると、城内の敷地や建造物は分割されて民間に売却された。1929年（昭和4年）7月に、地元の有志によって、残存していた旧西櫓に、旧藩時代の遺物をまとめて展示する「徴古館」が開設された。
一方、遊郭に売却され移築されていた上田城南櫓と北櫓は、上田市が買い戻した。1949年（昭和24年）にこれらを城内に再移築し、「徴古館」をあわせて1953年（昭和28年）3月に上田市立博物館に改称した。1959年（昭和34年）に西櫓・南櫓・北櫓が長野県宝に指定された。
1965年（昭和40年）に上田城の二の丸に現在の本館である新館を開館した。これは東京大学教授の太田博太郎による設計である。太田は、小県郡の伝統的な養蚕建築をモデルにして博物館をデザインした。
なお、西櫓は新館開館後閉鎖され内部は非公開となった。また、南櫓と北櫓も内部は非公開となっていた。しかし1994年（平成6年）に南櫓と北櫓の間を結ぶ東虎口櫓門と袖塀が復元された際、いずれも博物館の施設の一部となり内部が公開されている。

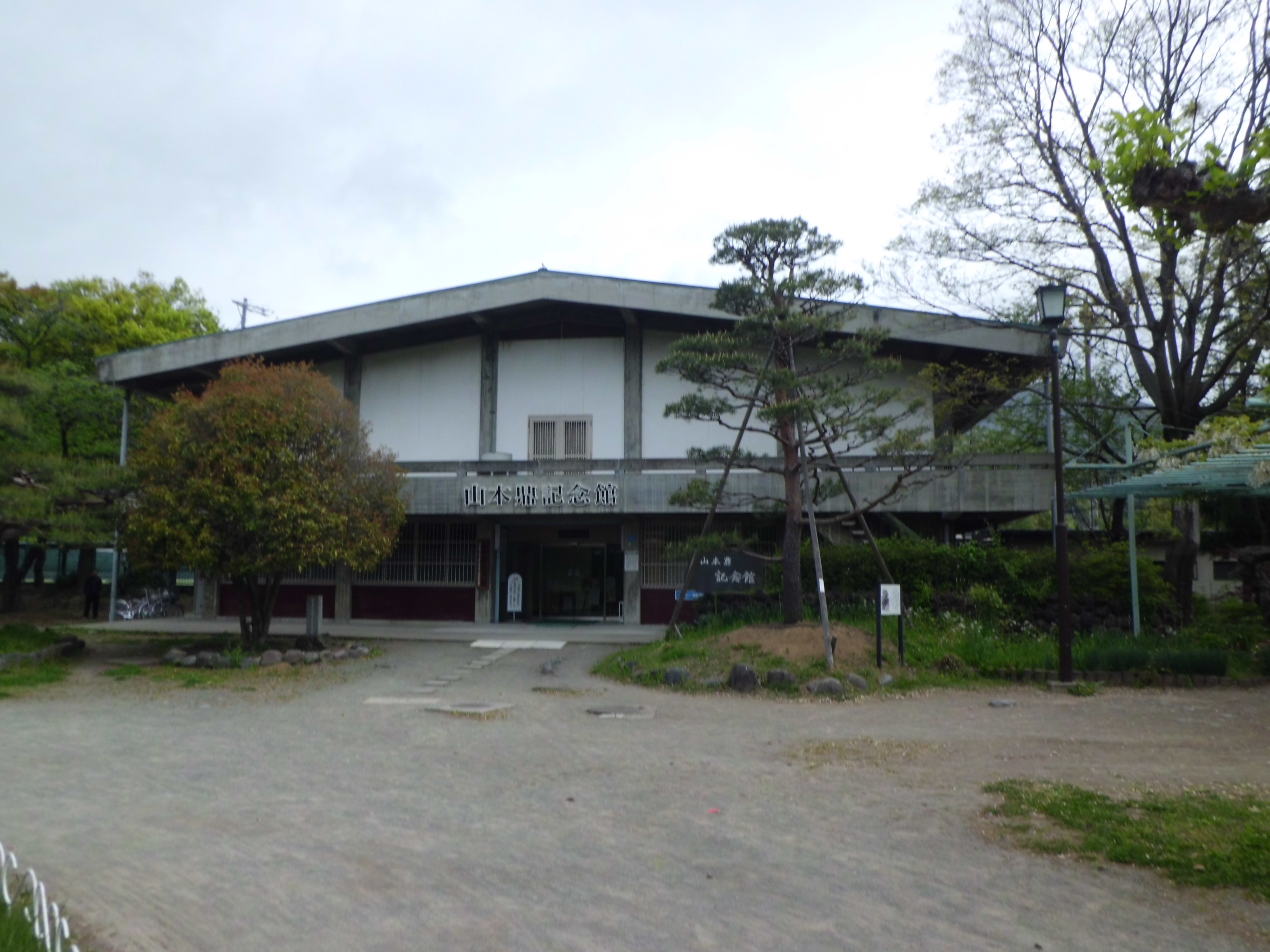
山本鼎記念館（2012年撮影）

1962年（昭和37年）、隣接地に山本鼎記念館が開館し、セット入館券も販売された。山本鼎記念館は2014年（平成26年）10月の上田市立美術館（サントミューゼ内）開館に伴い、収蔵品を同美術館に移管し閉館したが、記念館の建物は博物館の別館として整備され、2016年（平成28年）1月4日に再開館した。これに合わせて2015年（平成27年）末、博物館についても再整備を行い、本館とした。2016年（平成28年）、NHK大河ドラマ『真田丸』放送に合わせ、同年12月28日まで無休で開館し、真田氏関連特別企画展を開催。また閉鎖されていた上田城西櫓を1年間の期限で再公開した。2018年（平成30年）より南櫓・北櫓・東虎口櫓門・袖塀を「上田城櫓資料館」と称する。

## 収蔵資料
鎌倉時代以降のこの地方に関する歴史資料や民俗資料、自然資料を収蔵する。
上田城や上田藩ゆかりの史資料はおよそ18,300点を収蔵した。さらに上田城下の民俗資料や、近現代の産業・文化資料を3,000点、さらに自然資料を1,500点収めた。
特徴的なものでは、小県の旧神科村（現：上田市）でつくられてきた「染屋焼」の90点あまりのコレクションがある。染屋焼は、江戸時代中期に常滑焼の技法が当地にもたらされたことに始まると推定され、原初的で素朴・実用的な作風が特徴である。この地域は、平時は渇水しやすく、それでいて豪雨に見舞われることが多い土地であるため、水を蓄えておくための水甕の需要が高かった。博物館収蔵のコレクションは、江戸時代末期のものと推定される藍甕、水甕、水盤、小甕、壺、薬研などからなり、この地域の庶民の生活必需品の様相をよく伝えるものであり、66点は1964年（昭和39年）に国の重要有形民俗文化財に指定されている（指定日：1964年（昭和39年）5月29日）。
織田信長の遺品として上田藩主藤井松平家に伝来する「織田信長所用韋胴服」は国の重要文化財（工芸品、指定日：1976年（昭和51年）6月5日）。また、「正保の信濃国絵図」は長野県の県宝に指定されている（指定日：1974年（昭和49年）11月14日）。
このほか、真田氏・仙石氏・松平氏の甲冑、城下町に関する歴史民俗・郷土史料、養蚕・蚕種製造関連の産業資料などが特徴である。本館内に山極勝三郎記念室が併設され、癌研究に関する資料を展示している。

### 主な所蔵品
- 小紋地桐紋付韋胴服（かわどうふく）（織田信長所用）　国の重要文化財
- 国友一貫斎作反射望遠鏡　国の重要文化財
- 山浦真雄作太刀　長野県宝
- 松平忠周所用紺糸縅白熊毛当世具足　上田市指定有形文化財
- 加舎白雄墨書及画賛屏風　上田市指定有形文化財（寄託）
- 陽泰寺銅製雲板　上田市指定有形文化財（寄託）
- 原町滝沢家日記

## 施設
- 本館

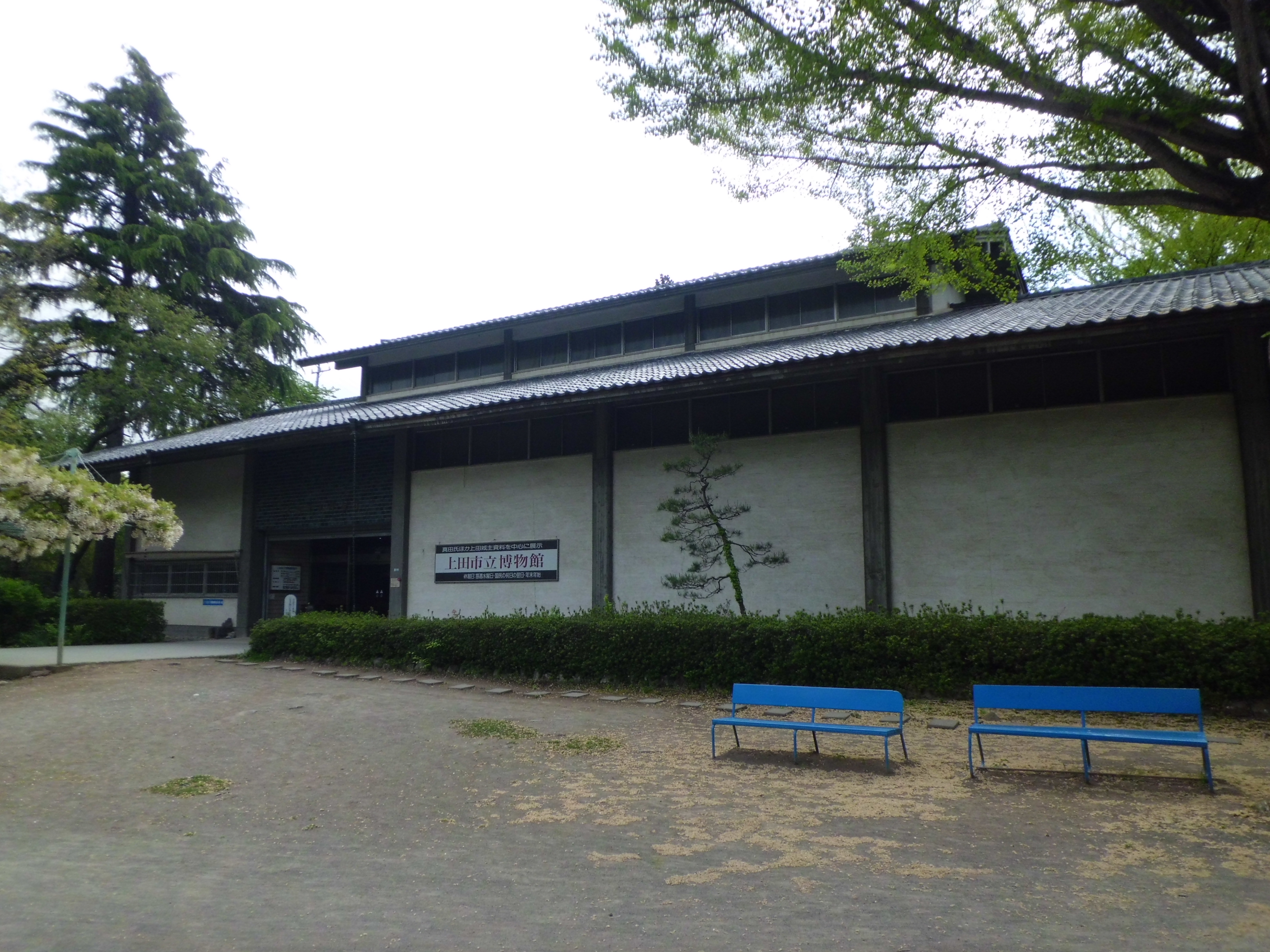
本館

  - 1階　受付、事務室、常設展示室（江戸時代・民俗）、山極勝三郎記念室、手洗所
  - 2階　常設展示室（近代・自然）、研究室
- 別館（旧山本鼎記念館）
  - 1階　受付、ミュージアムショップ・喫茶・休憩室、手洗所
  - 2階　企画展示室
- 上田城櫓資料館
  - 南櫓
  - 北櫓
  - 東虎口櫓門・袖塀
- 本館と別館の間に多機能トイレあり

## 交通アクセス
- JR北陸新幹線 上田駅から徒歩約10分